# Metagenom
Metagenom – pula DNA organizmów zamieszkujących dane środowisko. Analiza metagenomu danego środkowiska (np. metagenomu z próbki gleby) pozwala na dokładniejszą analizę społeczności mikroorganizmów zamieszkujących dany habitat (zastosowanie w analizie różnorodności biologicznej) oraz odkrycie genów z DNA organizmów niehodowalnych w warunkach laboratoryjnych (które stanowią ponad 99% organizmów glebowych). Nazwę metagenom po raz pierwszy zastosowała (w pracy z roku 1998) Jo Handelsman.